# Into the Groove
Into the Groove is een nummer van Madonna. Het nummer staat op de soundtrack van de film Desperately Seeking Susan, en wordt ook toegevoegd als extra nummer op Madonna's tweede studioalbum Like a Virgin uit 1984, waarvan het de vierde single is. Op 15 juli 1985 werd het nummer op vinylsingle uitgebracht en in 1989 op cd-single.

## Achtergrond
Into the Groove werd in de VS en Canada niet op single uitgebracht, maar alleen als B-kant van 'Angel'. In Europa, Oceanië en Japan werd de plaat wel een hit. In Australië, Nieuw-Zeeland, Spanje, Italië, IJsland, Finland, Oostenrijk, Ierland, het Verenigd Koninkrijk en in de Eurochart Hot 100 werd de nummer 1-positie behaald en in Japan de 37e.
In Nederland was de plaat op 22 juli 1985 AVRO's Radio en TV-Tip op Hilversum 3 en werd een hit in de destijds drie landelijke hitlijsten op de nationale publieke popzender. De plaat bereikte de nummer 1-positie in zowel de Nationale Hitparade als de Nederlandse Top 40 en de TROS Top 50. In de Europese hitlijst op Hilversum 3, de TROS Europarade, werd de 2e positie behaald. In België bereikte de plaat eveneens de nummer 1-positie in zowel de voorloper van de Vlaamse Ultratop 50 als de Vlaamse Radio 2 Top 30. In Wallonië werd geen notering behaald. In de sinds 1999 jaarlijks uitgezonden NPO Radio 2 Top 2000 van de Nederlandse publieke radiozender NPO Radio 2, stond de plaat tot nu toe uitsluitend genoteerd van 1999 tot 2004 met als hoogste notering een 1023e positie in 1999.

## Hitnoteringen

### Nederlandse Top 40
| Hitnotering: 03-08-1985 t/m 16-11-1985 | Hitnotering: 03-08-1985 t/m 16-11-1985 | Hitnotering: 03-08-1985 t/m 16-11-1985 | Hitnotering: 03-08-1985 t/m 16-11-1985 | Hitnotering: 03-08-1985 t/m 16-11-1985 | Hitnotering: 03-08-1985 t/m 16-11-1985 | Hitnotering: 03-08-1985 t/m 16-11-1985 | Hitnotering: 03-08-1985 t/m 16-11-1985 | Hitnotering: 03-08-1985 t/m 16-11-1985 | Hitnotering: 03-08-1985 t/m 16-11-1985 | Hitnotering: 03-08-1985 t/m 16-11-1985 | Hitnotering: 03-08-1985 t/m 16-11-1985 | Hitnotering: 03-08-1985 t/m 16-11-1985 | Hitnotering: 03-08-1985 t/m 16-11-1985 | Hitnotering: 03-08-1985 t/m 16-11-1985 | Hitnotering: 03-08-1985 t/m 16-11-1985 | Hitnotering: 03-08-1985 t/m 16-11-1985 | Hitnotering: 03-08-1985 t/m 16-11-1985 |
| Week                                   | 1                                      | 2                                      | 3                                      | 4                                      | 5                                      | 6                                      | 7                                      | 8                                      | 9                                      | 10                                     | 11                                     | 12                                     | 13                                     | 14                                     | 15                                     | 16                                     |                                        |
| -------------------------------------- | -------------------------------------- | -------------------------------------- | -------------------------------------- | -------------------------------------- | -------------------------------------- | -------------------------------------- | -------------------------------------- | -------------------------------------- | -------------------------------------- | -------------------------------------- | -------------------------------------- | -------------------------------------- | -------------------------------------- | -------------------------------------- | -------------------------------------- | -------------------------------------- | -------------------------------------- |
| Positie                                | 32                                     | 18                                     | 10                                     | 4                                      | 3                                      | 2                                      | 1                                      | 1                                      | 1                                      | 3                                      | 4                                      | 5                                      | 10                                     | 12                                     | 25                                     | 36                                     | uit                                    |

### Nationale Hitparade
| Hitnotering: 10-08-1985 t/m 16-11-1985 | Hitnotering: 10-08-1985 t/m 16-11-1985 | Hitnotering: 10-08-1985 t/m 16-11-1985 | Hitnotering: 10-08-1985 t/m 16-11-1985 | Hitnotering: 10-08-1985 t/m 16-11-1985 | Hitnotering: 10-08-1985 t/m 16-11-1985 | Hitnotering: 10-08-1985 t/m 16-11-1985 | Hitnotering: 10-08-1985 t/m 16-11-1985 | Hitnotering: 10-08-1985 t/m 16-11-1985 | Hitnotering: 10-08-1985 t/m 16-11-1985 | Hitnotering: 10-08-1985 t/m 16-11-1985 | Hitnotering: 10-08-1985 t/m 16-11-1985 | Hitnotering: 10-08-1985 t/m 16-11-1985 | Hitnotering: 10-08-1985 t/m 16-11-1985 | Hitnotering: 10-08-1985 t/m 16-11-1985 | Hitnotering: 10-08-1985 t/m 16-11-1985 | Hitnotering: 10-08-1985 t/m 16-11-1985 |
| Week                                   | 1                                      | 2                                      | 3                                      | 4                                      | 5                                      | 6                                      | 7                                      | 8                                      | 9                                      | 10                                     | 11                                     | 12                                     | 13                                     | 14                                     | 15                                     |                                        |
| -------------------------------------- | -------------------------------------- | -------------------------------------- | -------------------------------------- | -------------------------------------- | -------------------------------------- | -------------------------------------- | -------------------------------------- | -------------------------------------- | -------------------------------------- | -------------------------------------- | -------------------------------------- | -------------------------------------- | -------------------------------------- | -------------------------------------- | -------------------------------------- | -------------------------------------- |
| Positie                                | 20                                     | 4                                      | 1                                      | 1                                      | 1                                      | 2                                      | 3                                      | 4                                      | 3                                      | 4                                      | 9                                      | 9                                      | 10                                     | 23                                     | 35                                     | uit                                    |

### NPO Radio 2 Top 2000
| Nummer met noteringen in de NPO Radio 2 Top 2000 | '99  | '00  | '01  | '02  | '03  | '04  |
| ------------------------------------------------ | ---- | ---- | ---- | ---- | ---- | ---- |
| Into the Groove                                  | 1023 | 1330 | 1691 | 1901 | 1693 | 1921 |

1. ↑  Een vetgedrukt getal geeft de hoogste notering aan.
2. ↑  Deze tabel is bijgewerkt tot en met de laatste editie (2024).

## Synthesizers
Gebruikte synthesizers in het nummer zijn de Roland MKS-80, Roland Juno-106 en de Oberheim DMX drumcomputer.